# Angeleyes
«Angeleyes» (en español: «Ojos de ángel») es una canción escrita y grabada en 1978 por el grupo sueco ABBA que parece en su sexto álbum de estudio Voulez-Vous. Lanzado como sencillo de doble lado A con la canción principal del álbum en julio de 1979, la letra y la música fueron compuestas por Benny Andersson y Björn Ulvaeus.

## La canción
Fue grabada el 4 de noviembre de 1978,
 en los estudios de Polar Music, llamada primeramente "Katakusom". La canción cuenta como una mujer advierte a otras de un hombre que conquista a cualquier chica que el quiera, todo gracias a sus lindos ojos; cuando el conseguía lo que quería, se marchaba y las dejaba con el corazón roto. Este tema viene incluido en el álbum Voulez-Vous como la pista número 4.
Por decisión de Epic y de Atlantic, las compañías discográficas de ABBA en el Reino Unido y Norteamérica, el sencillo de "Voulez Vous" se lanzó en países anglosajones con "Angeleyes" incluido también en el lado A. 
El sencillo logró posicionarse en el número uno en Costa Rica, y logró entrar en el Top 3 en el Reino Unido, pero apenas entró al Top 40 en las listas de Estados Unidos y en Canadá. En Estados Unidos, "Angeleyes" y "Voulez Vous" fueron catalogados por separado en las listas de popularidad, a pesar de estar en el mismo sencillo.
Una versión en español de la canción fue planeada pero nunca grabada. "Angeleyes" no tuvo video, ya que se mostraba el de "Voulez Vous" cuando el sencillo entraba en los charts.

## Posicionamiento en listas
| Lista (1979)                            | Máxima posición |
| --------------------------------------- | --------------- |
| Canadá (RPM Top Singles)                | 51              |
| Estados Unidos (Billboard Hot 100)      | 64              |
| Estados Unidos (Adult Contemporary)     | 37              |
| Estados Unidos Cash Box Top 100 Singles | 76              |
| Reino Unido UK Singles (OCC)            | 3               |

### Listas de Fin de Año
| Lista (1979)   | Máxima posición |
| -------------- | --------------- |
| Reino Unido    | 51              |
| Estados Unidos | 424             |

## Certificaciones
| País        | Certificación | Ventas    |
| ----------- | ------------- | --------- |
| Reino Unido | Oro           | + 500 000 |